# Psagot
Psagot (Hebreeuws: פְּסָגוֹת) is een Israëlische nederzetting op de door Israël bezette Westelijke Jordaanoever in het district Judea en Samaria.
Het dorpje van zo'n 1100 inwoners is gelegen op 15 km van Israëls hoofdstad Jeruzalem.